# Puerto San Julián
Pour les articles homonymes, voir San Julián.
Puerto San Julián est une ville de la province de Santa Cruz, en Argentine, et le chef-lieu du département de Magallanes. Elle est située en Patagonie, au bord de la baie San Julián (es), à 279 km au nord-est de Río Gallegos, la capitale de la province. Sa population s'élevait à 6 152 habitants en 2001.
La petite ville possède un port de navigation important et un aéroport, lequel est cependant inactif depuis 2006. Ce dernier a eu une importance certaine lors de la guerre des Malouines, ce qui a durablement touché la population, voyant les avions revenir moins nombreux qu'ils ne partaient. Un Mirage de fabrication française, ayant servi lors de cette guerre, est exposé dans la ville.
Par la route, elle est distante de 373 km de la capitale provinciale Río Gallegos. Il s'y trouve enfin un des sièges de l'Université nationale de la Patagonie australe.
Une colonie de manchots (pingüinos) se trouve à la proximité de la ville. Des dauphins sont également visibles non loin de celle-ci. La présence de la baie San Julian permet à ces animaux leur présence, leur offrant une protection naturelle.
La ville ou plutôt le "golfe de San Julian" est célèbre pour être un lieu où Magellan a accosté le 31 mars 1520 lors de son expédition pour rechercher "el Paso", le passage vers l'Asie par l'ouest, qui — après la mort de celui-ci aux Philippines et poursuivie vers l'ouest par Juan Sebastián Elcano — deviendra la première circumnavigation de l'histoire. Un bateau-musée rappelle ce moment historique. Une cinquantaine d'années plus tard, en 1578, la petite flotte conduite par Francis Drake mouille dans la baie de San Julian au cours de sa circumnavigation (1577-1580). Un des capitaines, Thomas Doughty qui avait été jugé pour mutinerie et trahison y est décapité.
Le HMS Beagle de Charles Darwin y font escale pendant une semaine en janvier 1834.
L'architecture de San Julián rappelle les différents courants migratoires depuis le début du XXe siècle.
La baie possède par ailleurs l'une des rares cascades d'eau salée au monde.